# 米布罗克
米布罗克（德語：Mühbrook）是德国石勒苏益格－荷尔斯泰因州的一个市镇。总面积5.30平方公里，总人口534人，其中男性263人，女性271人（2011年12月31日），人口密度101人/平方公里。